# Coleophora vicinella
Coleophora vicinella é uma espécie de mariposa do gênero Coleophora pertencente à família Coleophoridae.